# Mustafa Ghorbal
Mustafa Ghorbal (* 19. srpna 1985) je alžírský fotbalový rozhodčí. Od roku 2014 je plnohodnotným mezinárodním rozhodčím pro FIFA.

## Kariéra
Ghorbal debutoval v alžírské první divizi v roce 2011 a od roku 2014 je mezinárodním rozhodčím FIFA.

## Statistiky
| Sezóna  | Zápasy | Žluté karty | průměr žlutých karet na zápas | Červené karty | průměr červených karet na zápas |
| ------- | ------ | ----------- | ----------------------------- | ------------- | ------------------------------- |
| 2010–11 | 2      | 4           | 2                             | 0             | 0                               |
| 2011–12 | 13     | 41          | 3.15                          | 1             | 0.07                            |
| 2012–13 | 16     | 43          | 2.68                          | 2             | 0.12                            |
| 2013–14 | 12     | 37          | 3.08                          | 1             | 0.08                            |
| 2014–15 | 12     | 49          | 4.08                          | 2             | 0.16                            |
| 2015–16 | 10     | 45          | 4.5                           | 0             | 0                               |
| 2016–17 | 13     | 49          | 3.76                          | 2             | 0.15                            |
| 2017–18 | 17     | 91          | 5.35                          | 4             | 0.23                            |
| 2018–19 | 12     | 44          | 3.66                          | 3             | 0.25                            |
| 2019–20 | 8      | 48          | 6                             | 3             | 0.5                             |
| CELKOVĚ | 115    | 390         | 3.35                          | 18            | 0.14                            |

## Zápasy
| Mistrovství světa ve fotbale do 20 let 2019 – Polsko | Mistrovství světa ve fotbale do 20 let 2019 – Polsko | Mistrovství světa ve fotbale do 20 let 2019 – Polsko | Mistrovství světa ve fotbale do 20 let 2019 – Polsko |
| Datum                                                | Zápas                                                | Místo                                                | Fáze                                                 |
| ---------------------------------------------------- | ---------------------------------------------------- | ---------------------------------------------------- | ---------------------------------------------------- |
| 23. května 2019                                      | Polsko – Kolumbie                                    | Lodž                                                 | Základní skupina                                     |
| 29. května 2019                                      | Itálie – Japonsko                                    | Bydhošť                                              | Základní skupina                                     |
| 7. července 2019                                     | Kolumbie – Ukrajina                                  | Lodž                                                 | Čtvrtfinále                                          |

| Africký pohár národů 2019 – Egypt | Africký pohár národů 2019 – Egypt         | Africký pohár národů 2019 – Egypt | Africký pohár národů 2019 – Egypt |
| Datum                             | Zápas                                     | Místo                             | Fáze                              |
| --------------------------------- | ----------------------------------------- | --------------------------------- | --------------------------------- |
| 30. června 2019                   | Zimbabwe – DR Kongo                       | Káhira                            | Základní skupina                  |
| 24. června 2019                   | Pobřeží slonoviny – Jihoafrická republika | Káhira                            | Základní skupina                  |
| 5. července 2019                  | Uganda – Senegal                          | Káhira                            | Osmifinále                        |
| 10. července 2019                 | Senegal – Benin                           | Káhira                            | Čtvrtfinále                       |

| Mistrovství světa ve fotbale klubů 2019 – Katar | Mistrovství světa ve fotbale klubů 2019 – Katar | Mistrovství světa ve fotbale klubů 2019 – Katar | Mistrovství světa ve fotbale klubů 2019 – Katar |
| Datum                                           | Zápas                                           | Místo                                           | Fáze                                            |
| ----------------------------------------------- | ----------------------------------------------- | ----------------------------------------------- | ----------------------------------------------- |
| 11. prosince 2019                               | Al Sadd – Hienghène Sport                       | Dauhá                                           | První kolo                                      |

| Liga mistrů CAF 2020 – Afrika | Liga mistrů CAF 2020 – Afrika   | Liga mistrů CAF 2020 – Afrika | Liga mistrů CAF 2020 – Afrika |
| Datum                         | Zápas                           | Místo                         | Fáze                          |
| ----------------------------- | ------------------------------- | ----------------------------- | ----------------------------- |
| 27. listopadu 2020            | Al Ahly Káhira – Zamalek Káhira | Káhira                        | Finále                        |

| Kvalifikace na Arabský pohár 2021 – Katar | Kvalifikace na Arabský pohár 2021 – Katar | Kvalifikace na Arabský pohár 2021 – Katar | Kvalifikace na Arabský pohár 2021 – Katar |
| Datum                                     | Zápas                                     | Místo                                     | Fáze                                      |
| ----------------------------------------- | ----------------------------------------- | ----------------------------------------- | ----------------------------------------- |
| 25. června 2021                           | Bahrajn – Kuvajt                          | Dauhá                                     | První kolo                                |

| Africký pohár národů 2021 – Kamerun | Africký pohár národů 2021 – Kamerun | Africký pohár národů 2021 – Kamerun | Africký pohár národů 2021 – Kamerun |
| Datum                               | Zápas                               | Místo                               | Fáze                                |
| ----------------------------------- | ----------------------------------- | ----------------------------------- | ----------------------------------- |
| 9. ledna 2022                       | Kamerun – Burkina Faso              | Yaoundé                             | Základní skupina                    |
| 12. ledna 2022                      | Mauritánie – Gambie                 | Limbe                               | Základní skupina                    |

| Mistrovství světa ve fotbale klubů 2021 – SAE | Mistrovství světa ve fotbale klubů 2021 – SAE | Mistrovství světa ve fotbale klubů 2021 – SAE | Mistrovství světa ve fotbale klubů 2021 – SAE |
| Datum                                         | Zápas                                         | Místo                                         | Fáze                                          |
| --------------------------------------------- | --------------------------------------------- | --------------------------------------------- | --------------------------------------------- |
| 3. února 2022                                 | Al Jazira – AS Pirae                          | Abú Zabí                                      | První fáze                                    |
| 9. února 2022                                 | Monterrey – Al Jazira                         | Abú Zabí                                      | Zápas o 5. místo                              |
| 12. února 2022                                | Chelsea – Palmeiras                           | Abú Zabí                                      | Finále                                        |

| Kvalifikace na Mistrovství světa ve fotbale 2022 (zóna CAF) – Senegal | Kvalifikace na Mistrovství světa ve fotbale 2022 (zóna CAF) – Senegal | Kvalifikace na Mistrovství světa ve fotbale 2022 (zóna CAF) – Senegal | Kvalifikace na Mistrovství světa ve fotbale 2022 (zóna CAF) – Senegal |
| Datum                                                                 | Zápas                                                                 | Místo                                                                 | Fáze                                                                  |
| --------------------------------------------------------------------- | --------------------------------------------------------------------- | --------------------------------------------------------------------- | --------------------------------------------------------------------- |
| 29. března 2022                                                       | Senegal – Egypt                                                       | Diamniadio                                                            | Třetí fáze - odveta                                                   |

| 25. listopadu 2022 | Nizozemsko – Ekvádor | Al Raján | Základní skupina |